# Žiga Pance
Žiga Pance (narozený 1. ledna 1989) je slovinský profesionální hokejový útočník , který v současné době hraje za DVTK Jegesmedvék v slovenské extralize. Zúčastnil se několika IIHF Mistrovství Světa jako člen slovinského národního týmu. Připojil se k italskému týmu HC Bolzano z jeho rodného klubu HDD Olimpija Ljubljana jako volný hráč 16. říjná 2013
30. března 2015, po dvou sezónách v Bolzanu, Pance podepsal jako volný hráč smlouvu s Villachem, týmem v EBEL.
Jako volný agent poté přešel k rivalovi EC KAC, kde podepsal 2. května 2016 kontrakt na jeden rok.